# Boho-chic

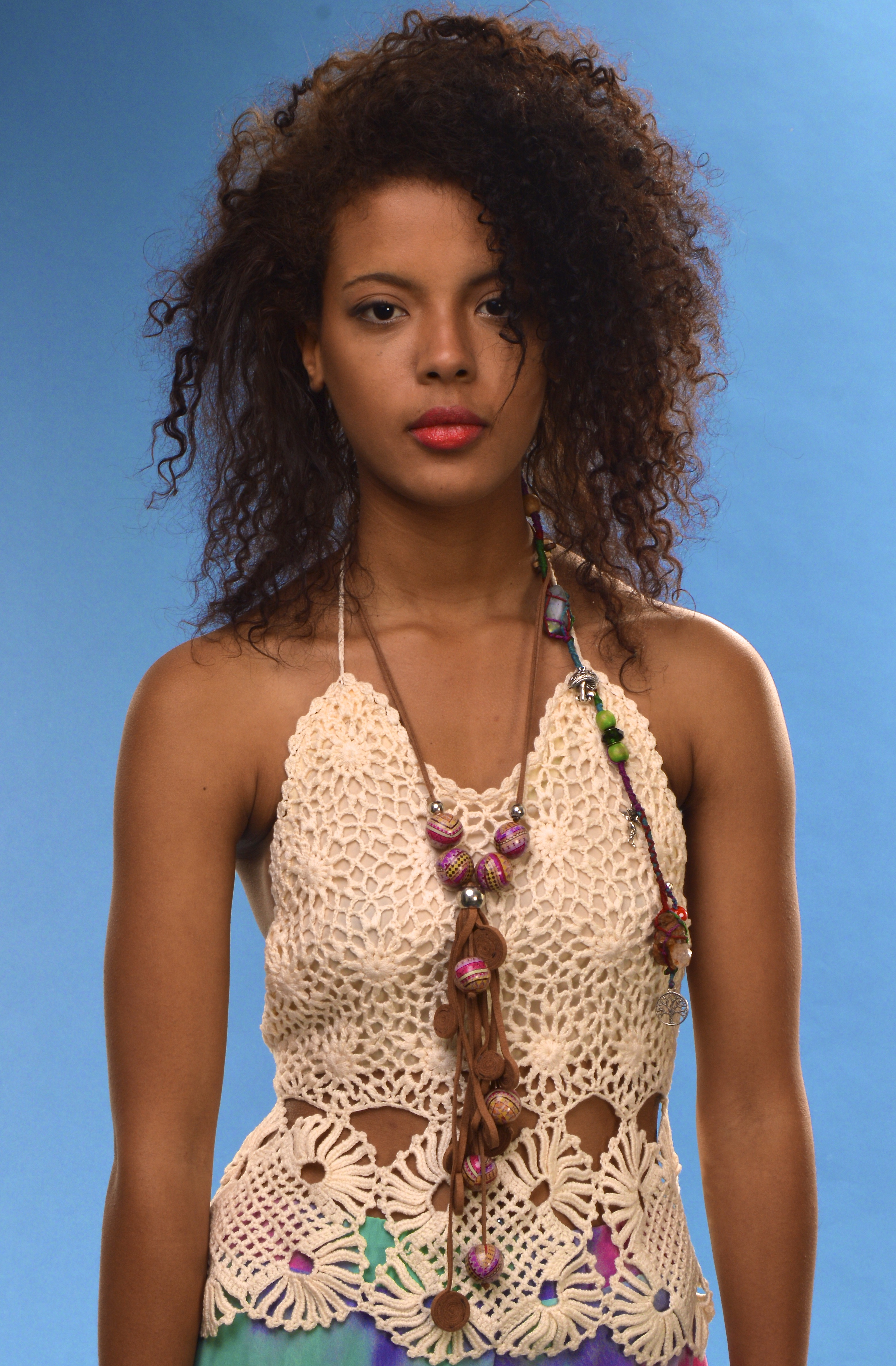
Boho-chic, 2015.

Boho-chic – styl w modzie damskiej, łączący hippisowską feerię barw z luzem surferów i oryginalnością bohemy (stąd nazwa). Elementami stroju są długie, luźne spódnice, futrzane kamizelki, dżinsowe kurtki, kolorowe tuniki, szerokie paski, duże torby. Styliści odkryli go w roku 2004. 
Za jedną z pierwszych fanek stylu uznaje się Kate Moss, wkrótce dołączyły do niej Sienna Miller oraz Nicole Richie i siostry Olsen. Wśród amerykańskich gwiazd trend ten rozpowszechniła Rachel Zoe, znana stylistka, która odpowiada za wizerunek takich znanych osób jak Mischa Barton, Nicole Richie czy Cameron Diaz.